# Biển Đỏ (bang)
Biển Đỏ (tiếng Ả Rập: البحر الأحمر Wilayat Al Baḥr al Aḥmar) là một trong 18 wilayat (bang) của Sudan. Nó có diện tích 212.800 km2 và dân số ước tính là 1.482.053 người (2018). Port Sudan là thủ phủ của bang. Những cư dân ban đầu của vùng này là người Beja, chiếm hơn 65% dân số.

## Địa lý
Về mặt địa lý, bang giáp với Biển Đỏ ở phía đông. Trong nội địa, các dãy núi chạy dài từ bắc xuống nam, bị ngắt quãng bởi những vùng đồng bằng khô cằn. Về phía tây bắc là sa mạc Nubia. Quần đảo Siyal nằm ở phía đông bắc, bị tranh chấp giữa Ai Cập và Sudan.

### Các khu dân cư
- Port Sudan (thủ phủ)
- Gebiet Elmadin
- Halaib
- Haya
- Sawakin
- Sinkat
- Gunob Awlieb
- Derodieb
- Tokar
- Ageeg